# Blue Ridge (Georgia)
Blue Ridge is een plaats (city) in de Amerikaanse staat Georgia, en valt bestuurlijk gezien onder Fannin County.

## Demografie
Bij de volkstelling in 2000 werd het aantal inwoners vastgesteld op 1210.
In 2006 is het aantal inwoners door het United States Census Bureau geschat op 1081, een daling van 129 (-10,7%).

## Geografie
Volgens het United States Census Bureau beslaat de plaats een oppervlakte van
5,6 km², geheel bestaande uit land. Blue Ridge ligt op ongeveer 589 m boven zeeniveau.

## Plaatsen in de nabije omgeving
De onderstaande figuur toont nabijgelegen plaatsen in een straal van 28 km rond Blue Ridge.